# Erendira pallidoguttata
Erendira pallidoguttata là một loài nhện trong họ Corinnidae.
Loài này thuộc chi Erendira. Erendira pallidoguttata được Eugène Simon miêu tả năm 1897.